# Ретрорефлектор
Ретрорефлектори су уређаји који шаљу светлост или друго зрачење извору под истим упадним углом.
Ретрорефлектори имају велику примену у свакодневном животу (првенствено у аутомобилском саобраћају).